# Axel Adlercreutz (professor)

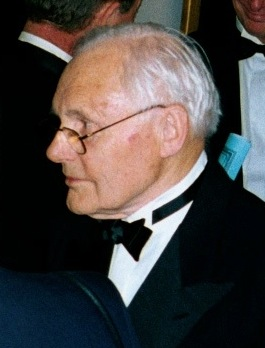
Axel Adlercreutz 2002.

Axel Hugo Gustaf Magnus Adlercreutz, född 15 december 1917 i Ängelholm, död 24 december 2013 i Lund, var en svensk professor i handelsrätt verksam vid Lunds universitet. Han skrev tongivande böcker om bland annat avtalsrätt och sakrätt. 
Adlercreutz var preceptor vid Lunds universitet i civilrätt 1959–1967 och professor vid samma universitet i handelsrätt 1967–1983. Adlercreutz var en av förgrundsgestalterna inom den svenska arbetsrättsforskningen. Efter sin doktorsavhandling 1954 om kollektivavtalets tillkomsthistoria och andra arbetsrättsliga verk, särskilt Arbetstagarbegreppet (1964), kom Adlercreutz att alltmer koncentrera sig på allmän avtalsrätt. År 1965 skrev han den första svenska systematiska framställningen i detta ämne, Avtalsrätt 1 (10:e upplagan 1995) och 1967 Avtalsrätt 2 (4:e upplagan 1996). Adlercreutz var även medarbetare inom avtalsrätt och arbetarrätt i The International Encyclopedia of Laws.
Axel Adlercreutz var son till lasarettsläkaren Carl Adlercreutz (1866–1937) och dennes hustru, grevinnan Eva Hamilton (1877–1966). Han var från 1954 gift med Karin Lindholm (1931–2024), juris hedersdoktor vid Lunds universitet. Paret fick en son och två döttrar. Axel Adlercreutz är begravd på Östra kyrkogården i Lund.